# Unplugged...and Seated
Unplugged...and Seated é o segundo álbum gravado ao vivo pelo cantor Rod Stewart, lançado a 25 de Maio de 1993.

## Faixas
Todas as faixas por Rod Stewart, exceto onde anotado.
1. "Hot Legs" (Grainger, Stewart) - 4:25
2. "Tonight's the Night" - 4:05
3. "Handbags and Gladrags" (d'Abo) - 4:25
4. "Cut Across Shorty" (Walker, Wilkin) - 4:58
5. "Every Picture Tells a Story" (Stewart, Wood) - 4:45
6. "Maggie May" (Quittenton, Stewart) - 5:45
7. "Reason to Believe" (Tim Hardin) - 4:07
8. "People Get Ready" (Curtis Mayfield) - 4:59
9. "Have I Told You Lately" (Van Morrison) - 4:08
10. "Tom Traubert's Blues (Waltzing Matilda)" (Tom Waits) -  4:40
11. "The First Cut Is the Deepest" (Yusuf Islam) - 4:12
12. "Mandolin Wind" - 5:23
13. "Highgate Shuffle" - 3:54
14. "Stay With Me" (Stewart, Wood) - 5:27
15. "Having a Party" (Sam Cooke) - 4:44

## Paradas
| Paradas (1993) | Posição |
| -------------- | ------- |
| Billboard 200  | 2       |

## Créditos
- Rod Stewart – Vocal, banjo
- Ron Wood – Guitarra
- Jeff Golub – Guitarra
- Jim Cregan – Guitarra
- Don Teschner – Guitarra, bandolim, violino
- Carmine Rojas – Baixo
- Charles Kentiss III – Piano, órgão
- Kevin Savigar – Piano, órgão, acordeão
- Phil Parlapiano – Acordeão, bandolim
- Dorian Holly, Darryl Phinnessee, Fred White – Vocal de apoio